# Charles Martin (bokser)
Charles Martin (Saint Louis (Missouri), 24 april 1986) is een Amerikaanse bokser en een voormalig IBF zwaargewicht kampioen.

## Amateurcarrière
Charles Martin vocht 63 gevechten als amateur. Hij begon met boksen toen hij 22 jaar oud was. In 2012 won hij de National PAL Championships.

## Profcarrière
Op 27 december 2012 maakte Charles Martin zijn debuut als prof. Hij verslaat de Amerikaan Vashawn Tomlin op KO in de eerste ronde. Zijn zesde gevecht eindigt onbeslist. Op 16 april 2014 pakt Martin zijn eerste titel. Hij wint de WBO NABO zwaargewichttitel door Alexander Flores te verslaan op KO in de vierde ronde. Op 16 januari 2016 vecht hij om de IBF zwaargewichttitel tegen Vyacheslav Glazkov uit Oekraïne. Glazkov geeft in de derde ronde op met een knieblessure, waardoor Charles Martin de IBF zwaargewicht kampioen wordt. Op 9 april 2016 verdedigt Charles Martin zijn titel tegen Anthony Joshua. Hij verliest op KO in de tweede ronde.

## Persoonlijk
Op 5 augustus 2016 wordt Charles Martin in zijn arm geschoten bij een ruzie in Los Angeles. Charles Martin geeft eind 2016 aan te stoppen als profbokser. Hij probeert nu een carrière te starten als rapper.  